# Speil Point
Speil Point är en udde i Antarktis. Den ligger i Sydshetlandsöarna. Argentina, Chile och Storbritannien gör anspråk på området.
Terrängen inåt land är huvudsakligen kuperad, men söderut är den platt. Havet är nära Speil Point söderut. Trakten är glest befolkad. Närmaste befolkade plats är Commandante Ferraz Station, 1,8 kilometer öster om Speil Point. 